# 近畿日本鉄道のダイヤ変更
近畿日本鉄道のダイヤ変更（きんきにっぽんてつどうのダイヤへんこう）は、近畿日本鉄道（近鉄）でかつて行われたダイヤ変更について、第二次世界大戦終了後のダイヤ変更（一部ダイヤ修正・ダイヤ改正）を主として記述する。
「ダイヤ変更」とは、近畿日本鉄道が独自に用いている語で、その内容はダイヤ改正と同一である。
実施されたダイヤ変更に関しては、資料や出典などで判明可能なものに限って記述し、判明不可能なダイヤ変更やごく軽微なダイヤ修正および臨時ダイヤは一部を除き記述を割愛している。また、路線名・駅名・車両形式名は時系列で掲載している。
- 1987年以前に実施されたダイヤ変更については1987年までの近畿日本鉄道ダイヤ変更を参照。
- 1988年以降に実施されたダイヤ変更については1988年からの近畿日本鉄道ダイヤ変更を参照。

近鉄特急のダイヤの変遷については、近鉄特急史も参照のこと。